# Jan Jarco
Jan Jarco (ur. 1 czerwca 1942 w Ciścu koło Żywca, zm. 9 grudnia 2012) – polski dziennikarz, publicysta, poliglota, tłumacz z siedmiu języków obcych, popularyzator nauczania Jana Pawła II, rzecznik pojednania polsko-ukraińskiego i polsko-litewskiego.

## Życiorys
W roku 1968 ukończył filologię rosyjską na Uniwersytecie Jagiellońskim. Pracę zawodową podjął jako redaktor Instytutu Wydawniczego „Pax”. W swoich badaniach zajmował się historią chrześcijaństwa na Ukrainie, Białorusi i Rosji. W 1978 roku obronił pracę doktorską na temat twórczości literackiej Wasilija Szukszyna.
Jako dziennikarz uczestniczył w pielgrzymkach Jana Pawła II do Irlandii, USA i Hiszpanii. W tym czasie współpracował z ks. Franciszkiem Blachnickim przy redagowaniu czasopisma Ruchu Światło-Życie Głos Papieża Jana Pawła II.
Pod koniec lat osiemdziesiątych angażował się w sprawy związane z 1000-leciem chrztu Rusi. W 1985 roku miał okazję do rozmowy na temat pojednania polsko-ukraińskiego z rezydującym w Rzymie greckokatolickim arcybiskupem większym Lwowa kard. Myrosławem Lubacziwskim.
W latach 1987–1994 był publicystą katolickiego tygodnika społecznego „Ład”. Pracował także w tygodniku „Spotkania”, współpracował z redakcją miesięcznika „Znaki Czasu” i pismem II Ogólnopolskiego Synodu Plenarnego „Kurier Synodalny”.
W latach 1980–1982 był dziennikarzem Biura Informacji Prasowej NSZZ „Solidarność” w Gdańsku. W latach 1990–2001 był współpracownikiem Katolickiej Agencji Informacyjnej.
W latach 1992–1994 był kierownikiem jednego z działów Ośrodka Studiów Wschodnich w Warszawie przy Ministerstwie Współpracy Gospodarczej z Zagranicą. Był jednym z redaktorów Encyklopedii Solidarności.
Od 1971 roku mieszkał w Podkowie Leśnej. Był jednym z pierwszych członków supernumerariuszy Opus Dei w Polsce. Przetłumaczył na język polski wiele książek Josemaríi Escrivy. Z żoną Anną wychował siedmioro dzieci.
Zmarł po długotrwałej ciężkiej chorobie.

## Zasługi i osiągnięcia
Jako dziennikarz uczestniczył w I Zjeździe NSZZ „Solidarność” w Gdańsku i w pracach Biura Informacji Prasowej NSZZ „Solidarność”. Tłumaczył teksty dla wydawnictw podziemnych, pisał do prasy niezależnej.
W Podkowie Leśnej od 1982 roku współpracował z ks. Leonem Kantorskim w Parafialnym Komitecie Pomocy Bliźniemu. W dniu 20 października 2005 roku otrzymał tytuł Honorowego Obywatela Podkowy Leśnej ze względu na zasługi na rzecz społeczności podkowiańskiej, a w szczególności za działania na rzecz pojednania polsko-ukraińskiego.